# Торнејдо (Западна Вирџинија)
Торнејдо (енгл. Tornado) град је у америчкој савезној држави Западна Вирџинија.

## Демографија
По попису из 2010. године број становника је 3.701.
| Група             | 2000.         | 2010.         |
| Белци             | 1.077 (96,9%) | 3.576 (96,6%) |
| Афроамериканци    | 4 (0,4%)      | 41 (1,1%)     |
| Азијати           | 3 (0,3%)      | 10 (0,3%)     |
| Хиспаноамериканци | 6 (0,5%)      | 15 (0,4%)     |
| Укупно            | 1.111         | 3.701         |